# Alchemilla japonica
Alchemilla japonica é uma espécie de rosácea do gênero Alchemilla, pertencente à família Rosaceae.